# El capitán de Loyola
El capitán de Loyola es una película española de género histórico-biográfico estrenada en 1949, dirigida por José Díaz Morales y protagonizada en el papel principal por Rafael Durán.

## Sinopsis
La película narra la vida del religioso español Ignacio de Loyola, fundador de la Compañía de Jesús.

## Reparto
- Rafael Durán como	Íñigo de Loyola
- Maruchi Fresno como Reina Juana I de Castilla
- Manuel Luna como Beltrán
- Asunción Sancho como Marcelilla
- José María Lado como Armador
- Ricardo Acero	como Francisco Javier
- María Rosa Salgado como Infanta Catalina
- Alicia Palacios
- Manuel Dicenta como Pedro Fabro
- Francisco Pierrá
- Carlos Díaz de Mendoza
- Manuel Kayser
- Eduardo Fajardo
- Arturo Marín como	Alcalde de Pamplona
- Manuel Arbó
- Domingo Rivas
- Manuel Guitián
- Rufino Inglés
- José Prada
- María Cañete
- Santiago Rivero
- Fernando Aguirre
- Rosario Royo